# Монастырь Мар Барсаума
Монастырь Мар-Барсаума (Бар-Саума, Мар-Барсаума, Bar Çauma, Borsun kalesi, Kala dër BârSûm, Dibolsun, Peras kalesi) — заброшенный и разрушенный монастырь, названный в честь Мар Бар Саумы. Монастырь был расположен в окрестностях Малатьи. Сначала монастырь принадлежал Сирийской православной церкви и с 1034 по 1293 год был резиденцией её патриархов. С середины XIV по конец XV века монастырь был заброшен. В последние два века существования после возрождения монастырь, вероятно, какое-то время принадлежал Армянской церкви. Окончательно заброшен монастырь был в конце XVII века.
В этом монастыре была большая библиотека, создавались манускрипты. В нём были написаны труды (в том числе и «Хроника») патриарха Михаила Сирийца, а также «Всеобщая история» Бар-Эбрея и «Анонимная сирийская хроника (1234)». По свидетельству Михаила некоторое время в монастыре, помимо десницы Бар Саумы, хранилась кость Св. Петра.

## История

### Ранняя история
Монастырь Мар Барсаума (некоторое время бывший женским) был назван в честь Мар Бар Саумы (ум. 458), и был основан, возможно, на месте пещеры, где Барсаума жил, или рядом с ней. Местонахождение могилы Бар Саумы неизвестно, но согласно его жизнеописанию, он был похоронен в своем монастыре. Позже в монастыре на горе хранилась только десница святого, а жизнеописание сообщало, что Барсаума жил в пещере под нависающей скалой. Таким образом, изначально монастырь располагался у подножия горы Каплы-Даг, но затем был построен новый монастырь на вершине горы. Время основания монастыря на горе неизвестно. Источники писали о том, что сам Барсаума основал некий пещерный монастырь в районе Мелитены, возможно, речь о монастыре под горой. С другой стороны, встречаются утверждения, что истоки монастыря восходят к концу VIII века, возможно, речь о монастыре на горе. Руины монастыря находятся на горе Каплы-Даг (рядом с Немрут-дагом), к юго-западу от вершины, ниже её на 60 метров и на высоте 1600 метров. Вероятно, и пещера святого внизу горы, и монастырь на горе считались монастырем Барсаума, и какое-то время монастырь имел две территории. Пещера, которая указывала на местоположение старого монастыря, ещё упоминается в рукописях 1599 и 1622 годов.
Самое раннее упоминание о монастыре Мар Барсаума относится к 790 году, когда мимо монастыря в епископальной поездке проезжал патриарх Гиваргис I. Он почувствовал себя плохо, остановился в монастыре и умер. Следующее упоминание относится тоже к смерти патриарха — в 1002 году в монастыре был похоронен Атанас V. Вероятно, поначалу монастырь не играл особой роли и приобрел значение в лишь в XI и XII веках. В 1024 году в монастыре Мар Барсаума епископ Калиссуры Мар Авраам построил так называемую «старую церковь».
Согласно Бар-Эбрею в 1065/66 году монастырь подвергся нападению «армянских разбойников», которые разоряли земли Мелитены и хотели в нём укрыться от карательного отряда сельджуков. Армяне планировали устроить засаду в окрестностях, а нескольких товарищей послать проникнуть в монастырь, чтобы те ночью впустили остальных. Однако несколько монахов сбросили злоумышленников со скалы. После этого монахи решили укрепить монастырь и за три года после нападения, к 1069 году, построили две высокие башни. С тех пор укрепления возводили в монастыре регулярно. Ещё одна новая башня была построена между этими двумя тридцать два года спустя, в 1101 году.
В самом начале XI века в монастыре были произведены изменения в службах. Это было связано с избранным епископом Мелитены в начале декабря 1102 года Дионисия из Губбоса. Из-за вторжения в Губбос тюрок Дионисий был вынужден перебраться в Мар Барсаума, там он научил монахов правилам служб, дал наставления Абуль-Фараджу (не путать с Бар-Эбреем), и посвятил его в сан (впоследствии Абуль-Фарадж стал епископом Мелитены Атанасом VII и в 1129 году после смерти был захоронен в старой церкви монастыря Мар Барсаума). М. Тьерри писал, что около 1102 года Дионисий реформировал орден (М. Тьерри указал неверно страницу — 167 в третьем томе редакции Шабо).
Построенные укрепления не спасли монастырь полностью от нападений. Зимой в 1121 или 1122 году  Артукид Балак бен Бахрам из Хисн-Зияда перешёл по льду Евфрат, занял монастырь, чтобы использовать его как базу для нападения на Гергер. Вероятно, при этом он разграбил монастырь. Также известно, что эмир Мелитены Данишмендид Гази (правивший в 1104—1134 годах) обложил монастырь данью.
В середине XII века  в монастыре было несколько происшествий. Первый зафиксированный в источниках крупный пожар вспыхнул зимой 1144/45 года, тогда сгорели три кельи, но монахам удалось справиться с огнём. В 1148 году Артукид из Хисн-Зияда Кара-Арслан отправил в район Гергера отряд. Местные жители с имуществом укрылись в монастыре. Тогда тюрки устроили засаду в трёх местах и перехватили весь крупный и мелкий скот. С обеих сторон были погибшие. Люди Артукидов потребовали от монахов выдать жителей, обещая взамен вернуть захваченные стада и отары. При этом, по словам Бар-Эбрея, они обещали не разорять монастырь, поскольку чтят Бар Сауму. Людей они собирались, по их словам, переселить на земли Артукидов (как пояснял О.Туран, переселения жителей городов или районов делалось не ради того, чтобы причинить зло людям, а с экономической целью: так как население Анатолии в то время было очень малочисленным, целью переселения были приобретение земледельцев и ослабление противника). Часть монахов склонялась к мысли выдать людей, но вторая была готова их защищать. Тогда тюрки сожгли прессы для вина и опоры виноградников. В поисках защиты монахи отправили делегацию к Кара-Арслану, который их принял и велел своим людям вернуть всё награбленное.

### Разграбление монастыря Жосленом Эдесским

Окрестности монастыря

18 июня 1148 года у южных ворот монастыря неожиданно появился Жослен II Эдесский. Монахи обрадовались, думая, что он хочет помолиться. По словам Матвея Эдесского «[две] группы впали в пучину алчности: Жослен, потому что он думал, что найдет много золота, а монахи, потому что думали, что он принёс золото». Они взяли кресты и Евангелие и вышли ему навстречу. Жослен проявил хитрость, увидев крест, он слез с коня и изобразил смирение, но смиренным он был ровно до тех пор, пока не вошёл со своими людьми в стены монастыря. 20 июня он изгнал из монастыря монахов. Из монастыря Жослен решил не уходить, чтобы не оставлять пустой крепость, боясь, что её захватят турки. Он поместил в верхней части свой гарнизон и потребовал от общины 10 000 динаров за освобождение монастыря.
21 июня изгнанные монахи прибыли в Хисн Мансур. Так весть о захвате монастыря достигла города, все жители которого были напуганы. Монахи были вынуждены отдать Жослену реликварий с десницей Бар Саумы, а также сокровища четырёх монастырей: мар Абаи, Саргиса, Мадика и Харсафты, хранившиеся в Мар Барсаума. Также Жослен забрал ту дань, которую монахи должны были отдать эмиру Мелитены. Он, по словам Михаила Сирийца, говорил: «Я захватил монастырь Мар Барсаума, который является крепостью, столь же высокой над остальными, как орёл над горами». Сын Мелика Гази, Айнуддевле, узнав о захвате монастыря Жосленом, решил, что монахи сами передали ему крепость, чтобы освободиться от дани. Эмир излил свой гнев на христиан Мелитены, заявив: «Ваши единоверцы отдали крепость франкам, и за это я вам отомщу». Церковные службы и звон колоколов в Мелитене прекратились на три дня. Но монахам удалось убедить Айнуддевле , что Жослен пришёл неожиданно и занял монастырь обманом и силой. Тогда эмир стал собирать войска, чтобы изгнать франков из крепости и простил монахам дань за этот год. Монахи убедили его не штурмовать монастырь, потому что это бесполезно, а положиться на них. Часть монахов оставались в монастыре, в верхней части монастыря (крепости) остались солдаты Жослена. Оставшимся в монастыре монахам удалось договориться с воинами Жослена, что те уйдут, но монахам пришлось дать клятву, что они впустят Жослена, если он вернется, от которой их освободил патриарх. Узнав, что Айнуддевле  собирает войско, а монахов освободили от клятвы, Жослен отправил к Айнуддевле  посланника с предложением мира и вынужден был освободить монастырь. Осенью 1149 года, будучи окружён в Телль-Башире войском сельджукского султана Масуда, Жослен был охвачен страхом. Он испугался, что это наказание за святотатство разграбления монастыря и обещал покаяться. После того, как Жослен II признал сюзеренитет Масуда, султан снял осаду, и Жослен сразу отослал десницу Мар Бар Саумы в монастырь. Так, благодаря войне Жослена с тюрками, монастырь вернул реликвию.

### Михаил Сириец
Михаил родился в 1126 году и поступил в монастырь в детстве. В 1162 году он обратил внимание на то, что паломникам на празднике Св. Бар Саумы не хватает воды, которую в монастырь привозили на мулах. Михаилу помог епископ Мардина Бар Иоанн, который «изучил искусство геометрии, он легко проводил и доставлял воду туда, где это было необходимо». Иоанна попросили прибыть в Мар Барсауму, и он показал чертежи, объяснив, как можно устроить водопровод, но многие монахи не верили в успех начинания и были против. В 1163 году Михаил Сириец стал настоятелем монастыря, в том же году он начал прокладку водопровода из глиняных труд от источника на вершине горы. 24 августа 1163 года работы были закончены.
В Анонимной Сирийской хронике 1234 года сообщается, что в 1163 году зима была суровой, и из-за количества снега река поднялась так сильно, что мельница монастыря была затоплена. Этой рекой может быть только Кяхта Чай далеко ниже монастыря на горе. Видимо, речь о монастыре Барсаума у подножия горы. В 1163 году монастырь был полностью сожжён при пожаре. В пожаре пропала библиотека с манускриптами, в том числе и все рукописи Михаила Сирийца, проживавшего и трудившегося в нём. В следующем году монахи построили южную башню. В 1169 году в монастыре похоронили патриарха Афанасия VIII, и новым патриархом стал Михаил. Он возвёл в монастыре, ставшем резиденцией патриарха, патриарший дом, гостевой дом, расширил библиотеку. В 1180 году в монастыре был заключён ученик Михаила Сирийца, Теодор Бар Вахбун, который отверг доктрину монофизитов и пришёл к православию. Сторонники выбрали его раскольничьим патриархом в Амиде в 1180 году под именем Иоанн, в то время как Михаил был выбран патриархом в Антиохии. Однако патриархом Бар Вахбун был недолго — он был схвачен и заточён в монастыре Барсаума, откуда ему удалось сбежать со стен по веревке.
Михаил Сириец сообщал, что сельджукский султан Кылыч Арслан II хорошо относился к христианам. В 1181 году он приехал в Мелитену, пригласил Михаила к себе, принял его с почётом и выслушал речь Михаила с цитатами Святого писания. Итогом этой беседы стал ценный дар, попавший ему в руки в 1176 году при разграблении византийского лагеря после битвы при Мирионкефалоне:

В воскресенье он прислал нам руку из чистого золота, инкрустированную драгоценными камнями и жемчугом, в которой были найдены мощи святого Петра, главы апостолов.
В субботу 30 июля 1183 монастырь Мар Барсаума сгорел. Пожилой монах забыл в келье восковую свечу и пошёл в виноградник. От этой свечи огонь охватил мебель и другие деревянные предметы, крыши и стены всех камер были деревянными. Монахи успели вынуть ковчег, в который была помещена десница Мар Барсаума и реликварий с десницей Св. Петра. Сгорели все кельи, дома общины, старая церковь, библиотека. Как писал Михаил Сириец:

В своей ярости он [огонь] плавил железо и превращал камни в известь. Сами двери монастыря, которые были железными, сгорели; стены осыпались; Короче говоря, не сохранилось абсолютно ничего, кроме новой церкви, которая все ещё строилась, высокой башни монастыря, грота печи и так называемой внешней двери Гаргара.
Реконструкция монастырских построек заняла три года. Михаил Сириец воздвиг «новую церковь» монастыря, вместо разрушенной пожаром, но потребовалось ещё два года, чтобы выполнить роспись. Освящение церкви состоялось в мае 1192 года. Для построенных между 1180 и 1193 годами сооружений использовали материалы «языческого храма с близлежащей горы» (возможно, гробницы Антиоха Великого на Немрут-Даге). В 1199 году Михаил Сириец скончался и был похоронен перед северным алтарем построенной им новой церкви.
В феврале 1206 года монастырские постройки опять охватил пожар, а в 1207 году землетрясение разрушило новые постройки. В 1207 году патриарх Атанас IX скончался в монастыре Барсаума и был похоронен «в старой нижней церкви». Новым патриархом стал Игнатий II. Он закончил в том же году возведение защитных стен, завершив дело, которое не успел закончить Михаил Сириец. Игнатий так же заменил покрытие крышы церкви, которую Михаил построил и в которой был похоронен, на свинцовую. Зимой 1207/8 г. прошёл сильный дождь, который «превратился в ручей и большой поток, и он сильно ударил по монастырю и уничтожил все, что нашел» (видимо, речь о нижнем монастыре).

### Восстание Баба Исхака
Монахи принимали участие в подавлении восстания Баба Исхака. По словам Бар-Эбрея в 1240 или 1241 году (1239) в октябре или ноябре: «Вспыхнула ересь относительно веры арабов. Ибо некий туркоман, старик и подвижник, имя которого было Баба, прославился в Амасье. Он называл себя „Расул“, то есть „Посланный“, поскольку он сказал, что он был Апостолом, и что Мухаммед был лжецом». Восставшие начали грабить «страны Хисн-Мансур, и Гергер, и Кяхты». Тогда Кей-Хосров II приказал расправиться с осажденным в Амасье Баба Расулом и отправил против него Мубаризеддина бен Алишир (вождя племени Гермиян) с пятьюстами всадниками. Крепости монастыря Мар Барсаума и стенам требовались защитники, поэтому многие монахи могли быть солдатами, искусными лучниками. Пятьдесят таких монастырских лучников Мубаризеддин вызвал на помощь для борьбы с мятежниками. Однако бунтовщики дважды победили Мубаризеддина, из монахов мало кто спасся.

### Бар-Эбрей
В 1261 году монастырь был упомянут в связи со смертью патриарха Дионисия II (Аарона Ангура). После смерти в 1252 патриарха Игнатия II в якобитской церкви произошёл раскол. Часть епископов избрала патриархом Аарона Ангура с именем Дионисий, параллельно был избран мафрианом Бар Мадани. Дионисий проживал в монастыре Мар Барсаума, до 1258 года с ним в монастыре находился Бар-Эбрей. 18 февраля 1261 года Дионисий, убивший в ходе раскола двух своих племянников, был убит в результате заговора в монастыре Мар Барсаума во время Ночной службы.
Летом 1273 года на район совершили набег разбойники из Сирии, которые захватили много пленников, но сразу ушли, опасаясь монголов. В это время Бар-Эбрей возвращался из поездки в монастырь Мар Барсаума. По его словам, он не понимал размеров опасности, пока не увидел разоренные окрестности. Ему пришлось ждать в монастыре Мар Саркис прибытия 50 вооружённых монахов из монастыря Барсаума, которые пришли сопровождать его.
Вскоре, в 1285 году, сильное землетрясение разрушило большую часть зданий монастыря, затем в 1292/93 году в Сирийской церкви произошёл очередной раскол. Монастырь Барсаума подчинялся киликийской линии патриархов (вскоре потеряла значение, а в 1444/45 году прекратила существование). Нет данных о том, когда именно монастырь был заброшен. Сразу после раскола, в 1293 году, а затем в 1349 году монастырь был разграблен курдами.

### Возрождение

#### Йоаннес и Анания
В 1393—1404 годах сирийская церковь подверглась гонениям со стороны Тамерлана, и численность сирийских христиан резко упала. В XVI веке у сирийского патриархата было всего 20 епархий. Из-за общего упадка монастырь Барсаума долго не удалось возродить. Сообщения, касающиеся монастыря, возобновляются только после середины XV века, видимо, почти два века он был полуразрушен и необитаем.
В XV веке монастырь возрождается — он функционирует, в нём создаются книги. Большинство упоминаний монастыря в этот период содержится именно в колофонах или в заметках на полях созданных в нём (или в соседних монастырях) манускриптов. Первое известное упоминание монастыря после перерыва встречается в колофоне рукописи, написанной в 1463 году в монастыре Мар Абая (Ms. Vat. Syr. 564). Переписчик упоминал, что он находится недалеко от монастыря Мар Барсаума. Неизвестно, имел он в виду монастырь или же лишь его место. А первая известная рукопись, созданная в возрождённом монастыре Мар Барсаума (житие апостола Фомы), датирована 1469/70 годом.
Согласно заметке на манускрипте от 1568/69 года (Hs. Aleppo Orth. 116), в которой писец Йоаннес просит помолиться за «Мар Барсауму» и «Раббана Йаннеса», можно предположить, что единственными обитателями монастыря Барсаума в 1568/69 году были лишь эти два монаха. Йоаннес был переписчиком ещё нескольких рукописей, созданных в монастыре (он называл себя Раббан Йаннес, Иоаннес сын Мардироса сына Барсаумы из деревни Ванк, монах Иоанн, Йоханнес сын Мардироса):
1. 17 августа 1574 года (Ms.Istanbul, Mart Maryam 7[49];
2. В 1576 и 1578/79 годах (Ms. Scharfeh 5/3)[52];
3. 9 сентября 1578 года «Ленинградское Тетраевангелие»[48];
4. В 1578 году (Dublin 1503)[50].
5. 18 июля 1588 года Евангелие (Aleppo Orth. 4)[51].

Из текста «Тетраевангелия» известно, что настоятелем монастыря в 1578 году был «Раббан Анания», учитель и наставник переписчика Йоаннеса. Мы не знаем, проживало ли в 1578 году в монастыре более двух монахов. В 1583 году Анания был уже епископом, поскольку прибывший в регион Гергера для встречи с сирийским православным патриархом папский легат Леонардо Абель в своем донесении о миссии Папе Сиксту V привёл список епископов и упомянул «епископа Ананию из Св. Барсоме»(Anania Vescovo di Santo Barsome). В других источниках с 1587 по 1594 год Анания упоминается с официальным именем Атанас. Известно, что Атанас Анания был епископом 13 декабря 1587 года, поскольку священник Сохдо сын Макдиса Оханнеса упомянул его в завершённой в этот день в монастыре рукописи «Комментария к литургии» (Ms. Mardin Orth.-121). В «Евангелии» (Aleppo Orth. 4) от 1588 года он упомянут в колофоне как епископ Атанас Гергерский. Поскольку Анания стал епископом, новым настоятелем  монастыря в 1590 году был назначен его ученик Йоханнес из Ванка, а около 1595 года Йоханнес сам стал епископом Грегориосом Иоанном Каппадокийским. Несколько рукописей было написано Йоханнесом не в монастыре Мар Барсаума, например,  «Тетраевангелие» он написал в 1594/5 году в монастыре Мар Закай.
5 декабря 1583 года рукоположение в монастыре получил монах Торос (армянская форма имени Феодор). Имена отцов двух переписчиков (Мардирос, Оханнес) предполагает, что писцы были армянского происхождения. Для Мартироса это напрямую подтверждается в другом манускрипте, где Мардирос сын Барсаумы назван армянином. В монастыре Сурб-Карапет в 1549 году было создано армянское «Тетраевангелие», упоминание монастыря Мар Барсаумы (surb Parsoma) позволило М. Тьерри сделать вывод, что армяне могли к этому времени завладеть монастырем.

#### Михаил Гергерский
«В день поминовения апостолов» в 1580 году некие Михаил и Геварг были рукоположёны в дьяконы в монастыре Мар Барсаумы. Скорее всего, они были монахами этого монастыря, что свидетельствует о небольшом увеличении числа монахов, хотя вряд ли то время в монастыре было больше монахов, чем названные. Впоследствии Михаил стал либо епископом Гергера Грегориосом Михаилом, либо же настоятелем монастыря. Михаил сын Барсаумы из Урбиня, примерно с 1600 года был митрополитом Гергерским с официальным именем Грегориос. Будучи епископом Гергерским, Михаил часть времени проводил в монастыре. Например, в 1622 году, потому что монах Барсаум сын Мовсеса сообщал о пребывании в монастыре двух Михаилов — епископа и настоятеля.
Михаил Гергерский был переписчиком нескольких рукописей, в том числе именно он создал копию с оригинала «Хроники» Михаила Сирийца в 1588 году. Поскольку Михаил Гергерский жил в разных монастырях, эта копия попала в монастырь Мар Абай, где была обнаружена в середине XVIII-го века . Именно она стала основой для арабского перевода «Хроники». Около 1800 года она временно хранилась в Мар Анания, а затем попала в Эдессу, где находилась до 1924 года, пока сирийское население не эмигрировало в Алеппо.

### Упадок
В 1623/24 году монастырь Мар Барсаума освятил митрополит Хисн-Зияда Кирилл Иоханнес из Гергера. В том же году  в монастыре он рукоположил не названного монаха. Список рукоположений Сирийского Православного Патриархата содержит записи о произведённых им же в 1645 и 1647 годах рукоположениях в сан диакона монахов монастыря Мар Барсаума. С 1638 по 1655 год Кирилл Ефрем был митрополитом Гергерским, а также он был переписчиком книг, с 1658 по 1661 год Кирилл участвовал в написании манускрипта (Ms. Mardin Orth. 326), который содержит номоканон Бар-Эбрея и некоторые другие юридические тексты. В одном замечании Кирилл упомянул, что в Гергерском районе было три епископа (включая его) и один епископ жил в Мар Барсауме. В 1675/6 году в монастырь был принят монах, и, хотя имя его не установлено, но это свидетельствует о функционировании монастыря. Однако это, вероятно, был последний год его существования. 26 августа 1676 года «в монастыре Барсаума, который называется монастырем ступеней», был закончен манускрипт. В его колофоне содержится рассказ, являющийся последним упоминанием монастыря.  Переписчик сетовал, что, хотя монастырь в хорошем состоянии, «но дьявол возревновал и сеял раздор среди монахов». Они восстали против митрополита Грегориоса Барсаумы и изгнали его из монастыря. Вероятно примерно в то время монастырь был покинут и заброшен. Сирийский православный патриарх Игнатий Ефрем (Афрем) I Барсум (1887—1957) писал, что монастырь просуществовал до конца XVII века.

## Реликвии и чудеса
В летописи Михаила Сирийца нет указаний на место захоронения Бар Саумы, но «Анонимная Сирийская хроника» 1234 года, приводит речь Михаила на соборе 1193 года в монастыре Барсаума. В конце Михаил произнёс: «По молитвам Богородицы и святого Мар Барсаума, перед мощами (могилой?) которого мы собрались». Местонахождение могилы Бар Саумы неизвестно, но согласно жизнеописанию, он был похоронен в своем монастыре. Позже в монастыре на горе была лишь десница святого, поэтому Э. Хонигманн высказал предположение, что святой жил в первоначальном монастыре у подножия горы. Жизнеописание указывает, что Барсаума жил в пещере под нависающей скалой. Вероятно, переписчик рукописи 1570/71 года, упомянувший скалу и пещеру, знал местоположение захоронения.
В монастыре находились десницы Бар Саумы и Св. Петра. В 1134 году было много саранчи, по словам Бар-Эбрея, выносили реликварий с десницей Бар Саумы, и, якобы, саранча ушла.
Михаил Сириец оставил следующее описание чуда, происшедшего при прокладке водопровода:

«Воды приближались к воротам монастыря, но там была очень высокая скала, и её было невозможно расколоть … Мы были в отчаянии. Тогда святой явился иностранному монаху и сказал ему: пойди, скажи епископу и архимандриту: не падай духом; Вы найдете проход для воды в таком месте. Когда он сообщил об этом, никто не поверил ему; горы были везде очень крепки в этом месте. Монах, начав копать в одиночестве в указанном ему месте, обнаружил, что гора раскололась в пятистах шагах… Все были удивлены и восхваляли Господа».

## Описание

Схема развалин сооружений монастыря

Руины монастыря находятся на горе Каплы-Даг на высоте 1600 метров к юго-западу от вершины, ниже её на 60 метров. Здания монастыря разрушены, остались лишь развалины построенной Михаилом Сирийцем новой церкви и цистерны. Новая церковь была построена между 1180 и 1193 годами из материалов, позаимствованных из «языческого храма на близлежащей горе», возможно, гробницы Антиоха Великого на Немрут-даге, ещё два года потребовалось для его росписи. Она была построена по плану барлонг (поперечно-удлинённому), возможно, это была базилика. Центральная апсида образует полукруглый выступ снаружи. Портал находится на западной стене. Внутри церкви слева сразу после входа различимы следы кирпичной полукруглой кладки, назначение которой неясно. К порталу снаружи вела лестница, шедшая параллельно стене на юг. Феликс фон Лушан, видевший развалины в 1883/84 году, упоминал декоративные элементы оконных ниш, которые были с тех пор утрачены. Развалины цистерны с полукруглым сводом расположены к востоку от церкви.
Монастырь был окружен стенами с башнями, основания их сохранились. Бар-Эбрей писал, что Михаил Сириец построил не только церковь, но и Южную башню, а также укрепил верхнюю часть монастыря (Цитадель).

## Обнаружение
Когда монастырь был окончательно покинут и разрушен, неизвестно. Он был обнаружен в 1883 или 1884 году Феликсом фон Лушаном. Местонахождение монастыря было забыто, и заново обнаружено в 1953 году Андре Мариком по указаниям Э. Хонигмана, опубликовавшего в 1967 году статью с подтверждением своих исследований. Его отождествили с развалинами, называемыми Борсун-Калеси (Борсун — искажённое Барсаума). В наши дни место почти заброшено.

## Значение
Монастырь был известен в XIII веке. Винсент из Бове (ум. 1264), передавая легенды о монастыре «Святой Брассамус» на 300 монахов:

«И сказано, что если когда-либо враг нападает на него, оборонительные сооружения монастыря сами собой сдвигаются и стреляют в осаждающих».
Упомянул о монастыре и Марко Поло (ум. 1324). По его словам, монастырь расположен в Таврских горах и «назван в честь преподобного Барсамо». Монахи одеваются как кармелиты и вяжут шерстяные пояса, которые лечат телесные боли, поэтому все стремятся иметь такой пояс:

«Они [монахи] кладут их на алтарь святого Барсамо во время службы, и когда они идут просить милостыню по провинции (как Братья Святого Духа), они представляют их своим друзьям и знатным людям».
Монастырь был резиденцией патриархов Сирийской православной церкви с 1034 по 1293 год. В нём находятся захоронения нескольких патриархов:
- Гиваргис I в 790 году[1][8].
- Атанас V в 1002 году[1][10];
- Атанас VIII в 1129 году[1];
- Михаил Сириец в 1199 году[1][13].
- Атанас IX в 1207 году [7].

С 1074 по 1283 год здесь проходило несколько соборов. С 1181 года в монастыре хранилась десница Св. Петра. Монастырь был культурным центром, располагал богатой библиотекой, в нём создавались многочисленные рукописи. В том числе, в этом монастыре были написаны труды патриарха Михаила Сирийца, а также История («Chronicon syriacum») Бар-Эбрея и «Анонимная сирийская хроника (1234)».